# Comté de Cardinia
Le Comté de Cardinia est une zone d'administration locale dans la banlieue sud-est de Melbourne au Victoria en Australie.
Il a été créé le 15 décembre 1994 par la fusion du comté de Pakenhamavec des portions du comté de Sherbrooke et de la ville de Cranbourne.
Il comprend les quartiers et villes de :
- Avonsleigh
- Bayles
- Beaconsfield
- Beaconsfield Upper.
- Bunyip
- Bunyip Nord
- Caldermeade
- Cardinia
- Catani
- Clematis
- Cockatoo
- Cora Lynn
- Dalmore
- Dewhurst
- Emerald
- Garfield
- Garfield Nord
- Gembrook
- Guys Hill
- Iona
- Koo Wee Rup
- Koo Wee Rup Nord
- Lang Lang
- Lang Lang Est
- Longwarry
- Maryknoll
- Menzies Creek
- Modella
- Monomeith
- Mount Burnett
- Nangana
- Nar Nar Goon
- Nar Nar Goon Nord
- Officer
- Officer Sud
- Pakenham
- Pakenham Sud
- Pakenham Upper
- Rythdale
- Tonimbuk
- Tynong
- Tynong Nord
- Vervale
- Yannathan

## Événements
Des habitants de cette zone ont ressenti le tremblement de terre de magnitude 5,2 à 5,4 avec des répliques à 3,1, qui secoua le Victoria le 19 juin 2012,.